# 1970'erne
Århundreder: 19. århundrede – 20. århundrede – 21. århundrede
Årtier: 1920'erne 1930'erne 1940'erne 1950'erne 1960'erne – 1970'erne – 1980'erne 1990'erne 2000'erne 2010'erne 2020'erne
År: 1970 1971 1972 1973 1974 1975 1976 1977 1978 1979

## Begivenheder
Verden
- Oliekrise
- Gidseltagning i Iran
- Margaret Thatcher blev premierminister.
- Watergate-indbrud og -skandale.
- Richard Nixon trådte tilbage.
- Willy Brandt trådte tilbage og blev afløst af Helmut Schmidt.
- Vietnamkrigen sluttede i 1975.
- Frygt for atomkrig
- Høj inflation og høj arbejdsløshed, altså både høj inflation og stagnerende økonomi, kaldet stagflation.
- Disco og punk/punk rock-musik
- En tid med superstjerner og idoler i sport og musik efter det store rumprogram i 1960'erne.
- Lommeregneren gjorde regnestokken forældet.
- PC-revolutionen
- Unix lavet sammen med C programmeringssproget.
- Microsoft blev grundlagt.
- Apple Inc. blev grundlagt.

Danmark
- Christiania blev besat af slumstormere i 1971.
- Bombemanden fra Gladsaxe placerede bomber på døre i telefonbokse i København og omegn.
- Dronning Margrethe 2. blev i januar 1972 dronning af Danmark efter sin far Frederik 9.'s død.
- Roskilde Festival fandt sted for første gang i 1971.
- Olsen-banden-filmene blev populære.
- Serien Huset på Christianshavn blev populær.
- Folkeafstemning om Danmarks medlemskab af det Europæiske Fællesmarked
- Statsminister Jens Otto Krag blev afløst af Anker Jørgensen.
- Jordskredsvalget

## Verdens ledere
- Anwar Sadat (egyptisk præsident)
- Gerald Ford
- Jimmy Carter
- Leonid Bresjnev
- Mao Zedong (død 1976)
- Richard Nixon
- Salvador Allende
- Augusto Pinochet
- Francisco Franco
- Fidel Castro
- Anker Jørgensen
- Georges Pompidou
- Valéry Giscard d'Estaing
- Willy Brandt
- Helmut Schmidt
- Harold Wilson
- Edward Heath
- James Callaghan
- Margaret Thatcher
- Indira Gandhi
- Muammar Gaddafi
- Golda Meïr
- Yitzhak Rabin
- Menachem Begin
- Ruhollah Khomeini
- Hafez al-Assad
- Yasser Arafat
- Kim Il-sung
- Pol Pot
- Idi Amin

## Sportsidoler
- Muhammad Ali
- Larry Bird
- Terry Bradshaw
- Franz Beckenbauer
- Johan Cruyff
- Allan Simonsen
- Ole Olsen
- Björn Borg
- Pelé

## Kunstnere
- ABBA
- Alan Alda
- Alice Cooper
- Andy Griffith
- Bachman-Turner Overdrive
- Barry Manilow
- Billy Joel
- Bob Marley
- Bob Newhart
- Bee Gees
- Cheryl Tiegs
- David Bowie
- David Cassidy
- Electric Light Orchestra
- Elton John
- Elvis Costello
- Eagles
- Fleetwood Mac
- Carrol O'Connor
- Gary Coleman
- Gary Glitter
- Gasolin
- Gloria Gaynor
- Gordon Lightfoot
- Jack Nicholson
- James Taylor
- Jimmy Buffett
- J.J. Walker
- John Travolta
- Johnny Whitaker
- Kiss
- Led Zeppelin
- Mark Hamill
- Marlo Thomas
- Mary Tyler Moore
- Olivia Newton-John
- Pink Floyd
- Richard Dreyfuss
- Ron Howard
- Sean Cassidy
- Sex Pistols
- Steve Martin
- The Carpenters
- Otto Leisner